# Geertruida de Haas-Lorentz

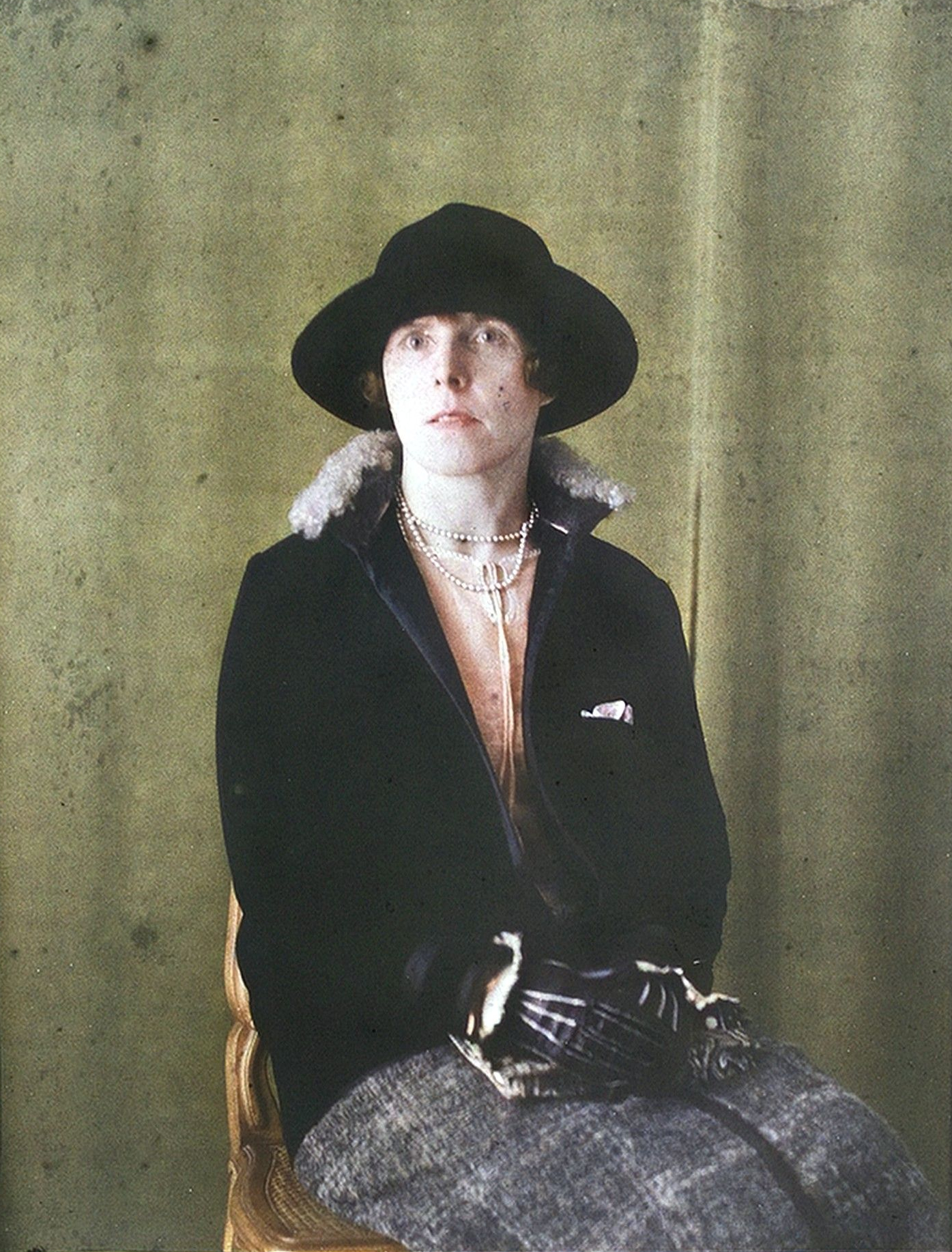
Porträt von Geertruida de Haas-Lorentz, aufgenommen am 28. September 1927 im Anwesen von Albert Kahn in Boulogne-sur-Seine, Frankreich

Geertruida Luberta de Haas-Lorentz (* 20. November 1885 in Leiden, Niederlande; † 1973 ebenda) war eine niederländische Physikerin und Hochschullehrerin. Sie war Professorin an der Technischen Universität Delft. Sie war die erste, die thermische Fluktuationen in Stromkreisen theoretisch untersuchte, indem sie Elektronen als Brownsche Teilchen behandelte. Sie gilt daher als die erste Frau, die sich mit der Theorie des elektrischen Rauschens beschäftigte.

## Leben und Werk

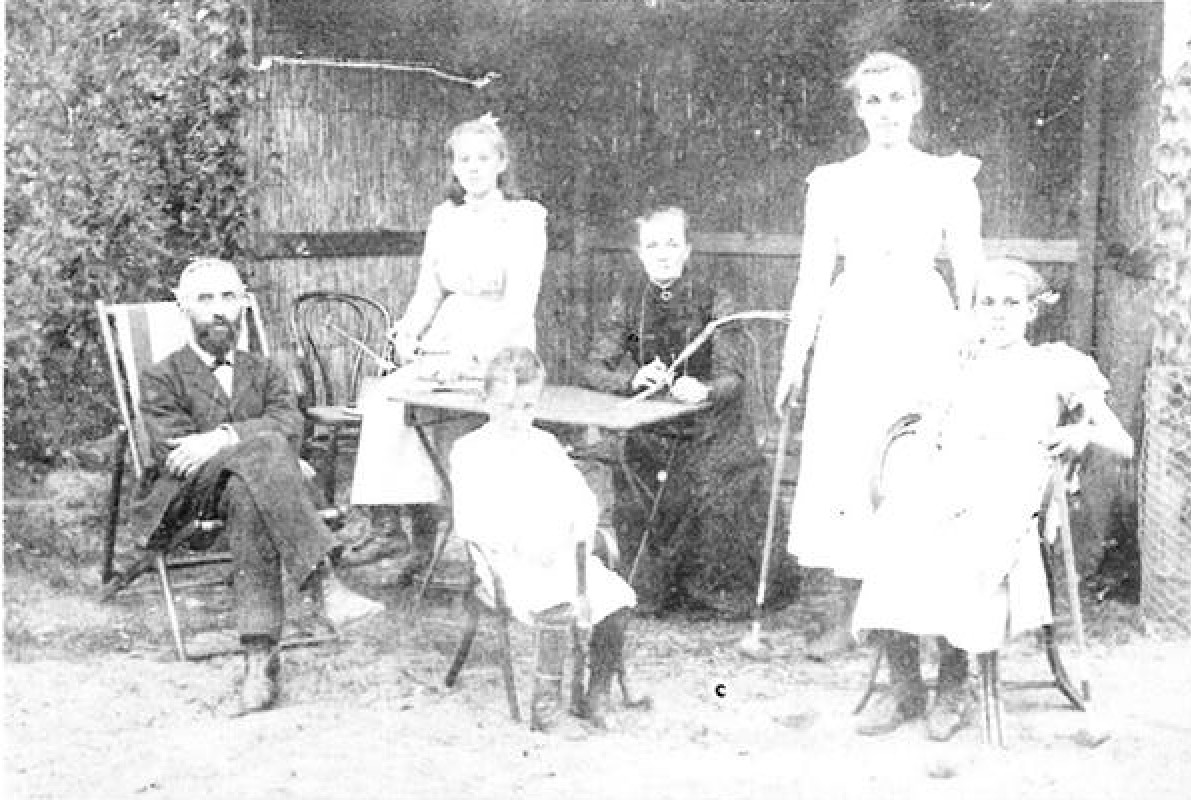
Familie Lorentz im Urlaub in Noordwijkerhout. Von links nach rechts: Lorentz, Berta, Rudolf, Aletta Lorentz-Kaiser, Dienstmädchen, Hannie, um 1900

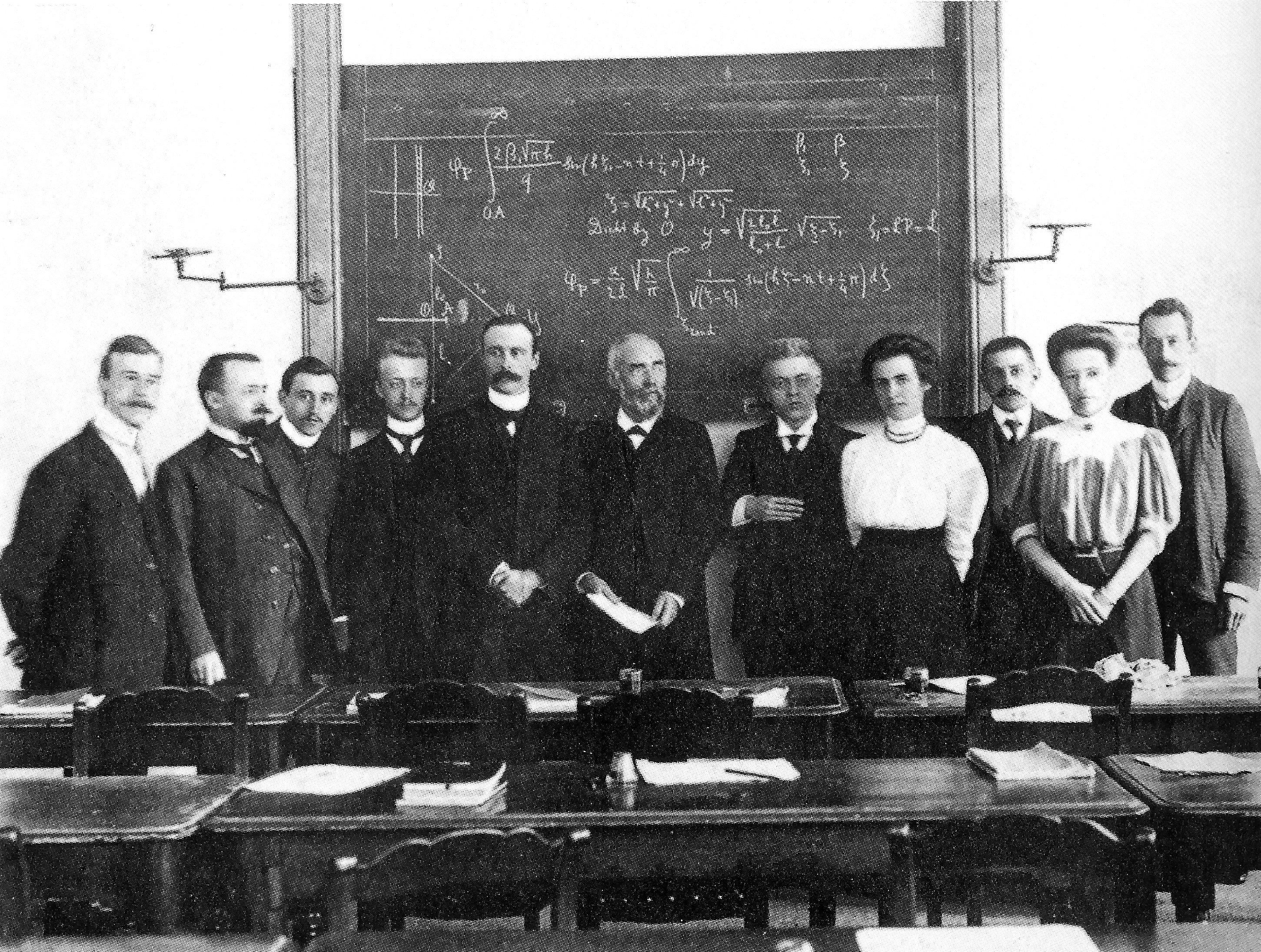
Hendrik Antoon Lorentz mit zehn seiner Studenten im Hörsaal der Universität Leiden, 1909. Unter anderem seine Tochter Berta (Geertruida Luberta). Ein Phasenintegral an der Tafel. 1909

De Haas-Lorentz war das älteste Kind des Physikers und Nobelpreisträgers Hendrik Antoon Lorentz und Aletta Catharina Kaiser. Sie studierte Physik bei ihrem Vater an der Universität Leiden, wo sie bei ihm 1912 mit der Dissertation Over de theorie van de Brown'schen beweging en daarmede verwante verschijnselen promovierte.
Am 22. Dezember 1910 heiratete sie Wander Johannes de Haas, mit dem sie zwei Söhne und zwei Töchter bekam.

## Physikalische Forschung
De Haas-Lorentz war einer der ersten, die Albert Einsteins Theorie der Brownschen Bewegung auf andere Bereiche anwendete. Während ihrer Dissertation war sie die erste, die eine theoretische Analyse der thermischen Fluktuation von Elektronen in elektrischen Schaltkreisen vor der experimentellen Entdeckung des Johnson-Nyquist-Rauschens durchführte. Sie war auch die erste, die vorschlug, dass thermische Schwankungen die Erkennung elektromagnetischer Strahlung einschränken.
1917 wies sie mit ihrem Mann nach, dass Experimente von James Clerk Maxwell die Hypothese von André-Marie Ampère, dass Magnetismus in Materie durch mikroskopisch kleine Stromschleifen verursacht wird, nicht beweisen konnten.
1959 schenkte sie der Universität Lyon I die bis zu der Zeit einzige Version des Geräts des Einstein- de-Haas -Experiments, des einzigen Experiments, welches Albert Einstein durch grundlegende Forschungen die Existenz des Ampère-Stroms bestätigte. Dieses Experimentiergerät entspricht der einzigen experimentellen Arbeit in der Grundlagenforschung, die Albert Einstein veröffentlicht hat. Dadurch konnte Einstein 1915 zusammen mit ihrem Ehemann de Haas die Existenz von Ampère-Molekülströmen nachweisen. Sie konnten die Existenz elektronischer Umlaufbahnen durch eine mit bloßem Auge sichtbare Schwingungsbewegung konkret nachweisen. Diese Vorhersage ermöglichte es, das Verständnis bestimmter magnetischer Phänomene zu vereinheitlichen und zum Verständnis der Elektronen in der Umlaufbahn beizutragen.
Sie schrieb 39 Werke in 114 Publikationen in 4 Sprachen und eine Biographie ihres Vaters.
de Haas-Lorentz starb 1973 in Leiden.

## Veröffentlichungen (Auswahl)
- Over de theorie van de Brown'schen beweging en daarmede verwante verschijnselen. proefschrift Leiden, 1912.
- Die Brownsche Bewegung und einige verwandte Erscheinungen. Braunschweig, F. Vieweg, 1913.
- Die Brownsche Bewegung und Einige Verwandte Erscheinungen. Springer Vieweg, 2013, ISBN 978-3-322-98337-4.
- mit H. A. Lorent: Theorie der quanta. Leiden, N.V. Boekhandel en Drukkerij, Voorheen E.J. Brill, 1919.
- mit H. A. Lorentz, A.D. Fokker, H. Bremekam: Lessen over theoretische natuurkunde: aan de Rijks-Universiteit te Leiden. Leiden: Brill, 1919–1926.
- mit H.A. Lorentz, Eva Dina Bruins, Johanna Reudle: Kinetische Probleme. Leipzig, Akademische Verlagsgesellschaft, 1928.
- mit W. J. Haas: An experiment of Maxwell and Ampere molecular currents(PDF). KNAW, Proceedings. Amsterdam. 19 (I), 1917, S. 248–255.
- De beide hoofdwetten der thermodynamica en hare voornaamste toepassingen. 's-Gravenhage: Nijhoff, 1938.
- Iets over het mechanisme van inductieverschijnselen. Physica 5, 1925, S. 384–388.
- H.A. Lorentz: Impressions of His Life and Work. North-Holland Publishing Company, 1957.